# Amblyeleotris
Amblyeleotris là một chi cá biển của họ Cá bống trắng. Chi này được lập bởi Pieter Bleeker vào năm 1874.

## Từ nguyên
Tên chi được ghép bởi hai âm tiết trong tiếng Hy Lạp cổ đại: amblús (ἀμβλύς; “cùn, lụt”) và Eleotris, tên một chi cá bống, hàm ý đề cập đến phần đầu dẹt của A. periophthalmus, ban đầu được đặt trong chi Eleotris.

## Các loài
Chi này hiện có 39 loài được công nhận:
- Amblyeleotris arcupinna Mohlmann & Munday, 1999
- Amblyeleotris aurora (Polunin & Lubbock, 1977)
- Amblyeleotris bellicauda Randall, 2004
- Amblyeleotris biguttata Randall, 2004
- Amblyeleotris bleekeri Chen, Shao & Chen, 2006[3]
- Amblyeleotris callopareia Polunin & Lubbock, 1979[4]
- Amblyeleotris cephalotaenia (Ni, 1989)
- Amblyeleotris delicatulus Smith, 1958
- Amblyeleotris diagonalis Polunin & Lubbock, 1979[4]
- Amblyeleotris downingi Randall, 1994
- Amblyeleotris ellipse Randall, 2004
- Amblyeleotris fasciata (Herre, 1953)
- Amblyeleotris fontanesii (Bleeker, 1853)
- Amblyeleotris guttata (Fowler, 1938)
- Amblyeleotris gymnocephala (Bleeker, 1853)
- Amblyeleotris harrisorum Mohlmann & Randall, 2002[5]
- Amblyeleotris japonica Takagi, 1957
- Amblyeleotris latifasciata Polunin & Lubbock, 1979[4]
- Amblyeleotris macronema Polunin & Lubbock, 1979[4]
- Amblyeleotris marquesas Mohlmann & Randall, 2002[5]
- Amblyeleotris masuii Aonuma & Yoshino, 1996[6]
- Amblyeleotris melanocephala Aonuma, Iwata & Yoshino, 2000
- Amblyeleotris memnonia Prokofiev, 2016[7]
- Amblyeleotris morishitai Senou & Aonuma, 2007[8]
- Amblyeleotris neglecta Jaafar & Randall, 2009[9]
- Amblyeleotris neumanni Randall & Earle, 2006
- Amblyeleotris novaecaledoniae Goren, 1981
- Amblyeleotris ogasawarensis Yanagisawa, 1978
- Amblyeleotris periophthalmus (Bleeker, 1853)
- Amblyeleotris randalli Hoese & Steene, 1978
- Amblyeleotris rhyax Polunin & Lubbock, 1979[4]
- Amblyeleotris rubrimarginata Mohlmann & Randall, 2002[5]
- Amblyeleotris steinitzi (Klausewitz, 1974)
- Amblyeleotris stenotaeniata Randall, 2004
- Amblyeleotris sungami (Klausewitz, 1969)
- Amblyeleotris taipinensis Chen, Shao & Chen, 2006[3]
- Amblyeleotris triguttata Randall, 1994
- Amblyeleotris wheeleri (Polunin & Lubbock, 1977)
- Amblyeleotris yanoi Aonuma & Yoshino, 1996[6]

Theo Larson (2022), mặc dù mẫu định danh của A. delicatulus đã bị hư hại, nhưng có khả năng đây mới là danh pháp chuẩn xác cho quần thể loài A. triguttata.

## Sinh thái
Đa phần các loài Amblyeleotris đều sống cộng sinh với tôm gõ mõ Alpheus. Hang của tôm được cá bống sử dụng để làm nơi trú ẩn và nơi đẻ trứng, ngược lại, cá bống cảnh báo cho tôm về những kẻ săn mồi đang đến gần (bằng động tác quẫy đuôi của cá bống).